# Т-170
Т-170 — советский промышленный трактор, производившийся с 1988 по 2002 года на Челябинском тракторном заводе. Был создан путём глубокой модернизации трактора Т-130, в особенности его трансмиссии. На базе Т-170 выпускалось около 80 различных модификаций. В частности с двигателями от Т-130, Т-130БТ мощностью 130 и 160 л.с соответственно).
Используется в сельском хозяйстве для глубокой вспашки тяжёлых почв, сплошной культивации, лущения и т.п., в строительстве, дорожных работах, зимой и весной применяется для снегозадержания.
Т-170 имеет топливный бак на 300 литров. Комплектовался двигателем либо на 160 либо на 180 л.с. Причём двигатель на 180 л.с. является двигателем более новой разработки, он работает на разных видах топлива, на Т-170 он встречается электростартёрным и карбюраторным(Только пусковой двигатель). Муфта сцепления постоянно замкнутого типа, сухого трения. Коробка передач четырёхвальная, имеет шестерни постоянного зацепления, обеспечивает получение восьми передач переднего хода и четырёх - заднего.
Ходовая система тележечная, с полужёсткой трёхточечной подвеской тележек. В стандартной комплектации установлена ходовая часть с пятикатковыми тележками, традиционных для тракторов тягового класса 10. При использовании трактора на слабых грунтах уменьшают давление на почву, устанавливая семикатковые тележки и башмаки шириной 900 мм. К преимуществам Т-170 можно отнести простую и надёжную конструкцию, низкую стоимость, но в то же время устаревшая конструкция не позволяет полностью реализовывать мощность двигателя, чрезвычайно мал срок службы фрикционной муфты.

## Варианты и модификации
Модификации:
- Т-170.00
- Т-170.01
- Т-170.40
- Т-170Б-01 — болотоходный трактор (литера «Б» - «болотоходный») на уширенных гусеницах
- Т-170БГ — болотоходный трактор
  - Т-170БГ-1
- Т-170МБ

Машины на базе:
- ДЗ-171.1 — бульдозер с неповоротным отвалом
  - ДЗ-171.1.05 — бульдозер, имеет винтовой механический перекос отвала
  - ДЗ-171.1.03
  - ДЗ-171.3 — бульдозер-рыхлитель (ДЗ-171.1 с рыхлителем ДП-26С)
- ДЗ-110В — бульдозер
  - ДЗ-110В-2 — бульдозер с неповоротным отвалом
- СП-49 — копёр со штанговым дизель-молотом
  - СП-49А — копёр
  - СП-49БМ — копёр на базе трактора Т-170МБ
- Б170.01ЕР — бульдозерно-рыхлительный агрегат
- БР-01 — цепной траншейный экскаватор производства Михневского РМЗ с элементами от экскаватора ЭТЦ-208Е

## Изображения
- Трактор Т-170 с бульдозерным оборудованием ДЗ-171.1
- Трактор Т-170Б с бульдозерным оборудованием МК-21